# Federico Elguera Seminario
Federico Elguera Seminario (*Lima, 1 de junio de 1860 - † id. 19 de noviembre de 1928) fue un abogado, periodista, escritor y político peruano. Alcalde de Lima de 1901 a 1908, realizó una transformación radical de la ciudad, siendo considerado el creador de la Lima del siglo XX. Escritor mordaz, se hizo de fama en la prensa limeña usando el seudónimo de “El Barón de Keef”. Se casó con Julia Diez Canseco Olazábal.

## Biografía
Hijo de Juan Ignacio Elguera Barrera y Francisca M. Seminario Arias. Trasladado a Europa, cursó estudios escolares en París en 1870 y luego viajó por diversas ciudades del continente. Retornó a Lima en 1872 y concluyó sus estudios básicos en el Seminario de Santo Toribio. En 1877 ingresó a la Universidad Nacional Mayor de San Marcos y se graduó de bachiller en Letras (1879) y en Derecho (1882) con las tesis sobre «El gobierno providencial» y sobre «¿La sustitución de un poder priva al mandatario de su carácter de tal, o debe considerarse como un segundo mandato, confiado por el mandatario al sustituto?», respectivamente. Se recibió como abogado en 1884.
Durante la guerra con Chile integró la “Legión Carolina” que los estudiantes universitarios formaron para colaborar en la defensa de Lima. Con el grado de subteniente participó en la batalla de Miraflores, el 15 de enero de 1881. Tras la firma del tratado de paz, se inició como periodista en las columnas de La Opinión Nacional y La Prensa Libre. Pasó a integrar la redacción del diario El Comercio, donde desde 1894 empezaron a aparecer artículos suyos, ágiles y mordaces, firmados con el seudónimo de “El barón de Keef”.
Fue elegido diputado por Yauyos en 1886, representación que ocupó hasta 1894.
Viajó a Buenos Aires en 1899 e impresionado por el desarrollo de aquella ciudad, a su regreso a Lima promovió un movimiento renovador.

### Alcalde de Lima
En las elecciones municipales de diciembre de 1900 se presentó la Liga Electoral Municipal Independiente, de la que formaba parte Elguera y muchos civilistas. Enfrentaron a la lista encabezada por el expresidente Nicolás de Piérola e integrada por los demócratas. Triunfó la Liga y Elguera fue elegido alcalde de Lima, gobernando de 1901 a 1908, período en el que efectuó una gran transformación de la capital, enrumbándola a la modernidad.
Entre otras muchas obras, realizó las siguientes: 
- La transformación de la Plaza de Armas mediante la eliminación de las covachuelas de la Catedral, de las tiendas frente al Palacio de Gobierno, de los chiribitiles llamados de la Rivera y de las rejas en los jardines.
- El arreglo de la plaza de la Recoleta.
- El desarrollo de la higiene municipal y la creación del Instituto de Bacteriología.
- La construcción del Mercado de la Concepción (Mercado Central) y la Aurora.
- Obras de pavimentación, canalización y baños públicos.
- La dotación de agua potable a los parques de la Exposición.
- La pinacoteca Ignacio Merino.
- Llevó adelante la ampliación de la ciudad mediante la continuación o apertura de nuevas vías y espacios como el Paseo Colón, la Avenida de la Colmena, la Plaza Bolognesi (donde se inauguró el monumento al héroe de Arica), el Chirimoyo, la avenida del Tajamar.
- Impulsó importantes iniciativas, como la construcción del Teatro Municipal, más tarde llamado Segura aunque algunos quisieron que fuese llamado Elguera.
- Estimuló empresas como el tranvía con tracción eléctrica, el hipódromo de Santa Beatriz, el Parque Zoológico para el que se votó partida fiscal solo por una ley de enero de 1909; así como la implantación del alumbrado eléctrico en todas las calles de la ciudad y la instalación de los baños para el pueblo y del lazareto para leprosos.[5]

Culminó su mandato como alcalde tras una ley que prohibía la reelección de las autoridades municipales, lo que tuvo nefastas consecuencias para el progreso de los municipios. 
Elguera viajó a Europa en 1910; fue ministro plenipotenciario en Bolivia (1911-12) y Colombia (1918); y representó al Perú en el Congreso de La Haya (1921). Asimismo, presidió la comisión encargada de preparar la celebración del Centenario de la Independencia, que promovió la erección del monumento a Libertador San Martín, así como la construcción o adquisición de los edificios del Congreso, el ministerio de relaciones exteriores y el Teatro Municipal.

## Obras escritas
Traducciones y adaptaciones:
- El amigo de las mujeres, comedia en cinco actos de Alejandro Dumas hijo (1895).
- La falsaria, drama de Alphonse Daudet (1895).
- Insomnio, monólogo de Millanvoye y Eudel (1895).
- Durand y Durand, comedia en tres actos de Ordenneau y Valabrege (1906).
- Papá Lebonard, drama en cuatro actos de Jean Aicard (1909).

Otras obras:
- Ñusta, zarzuela en dos actos.
- Letrillas (1884), colección poética, en colaboración con Federico Blume y Corbacho.

Algunos de sus artículos de costumbres, aparecidos en la prensa limeña firmados con el seudónimo de “El barón de Keef”, han sido compilados en Marionetas (1884); El barón de Keef en Lima (1913-1919); La vida moderna (sin año de edición) y El barón de Keef en clínica (1923).